# Musée national Jean-Jacques Henner
Musée national Jean-Jacques Henner (Národní muzeum Jeana Jacquese Hennera) je jedno ze 34 národních muzeí ve Francii. Nachází se v Paříži v 17. obvodu na Avenue de Villiers. Muzeum je zasvěcené životu a dílu francouzského malíře Jeana Jacquese Hennera (1829-1905).

## Historie
Muzeum se nachází v městském paláci v 17. obvodu poblíž parku Monceau. Jedná se o ukázku soukromé architektury období Třetí republiky. Dům postavil v letech 1876-1878 architekt Nicolas Félix Escalier (1843-1920) jako obydlí a ateliér pro malíře Rogera Josepha Jourdaina (1845-1918), od kterého dům záhy koupil malíř Guillaume Dubufe (1853-1909). Dům inspiroval Émila Zolu pro jeho román Nana. Části originální výzdoby se dochovaly jako egyptská mashrabiya (dřevěné mřížování v oknech) dodávající orientální atmosféru nebo velký červený ateliér v prvním patře. V roce 1921 Marie Henner, vdova po malířově synovci, koupila dům od dědiců malíře Dubufa, aby zde vystavila sbírku jeho děl, kterou 19. června 1923 odkázala státu. Jednalo se o celý dům včetně veškerého vybavení a 440 obrazů. Muzeum bylo pro veřejnost otevřeno v roce 1924.
V letech 2008-2009 proběhla rozsáhlé renovace, při které byl odstraněn výtah ze 30. let a zdi vymalované v 60. a 70. letech na bílo získaly opět svou původní polychromii. Muzeum bylo opět otevřeno pro veřejnost 7. listopadu 2009.

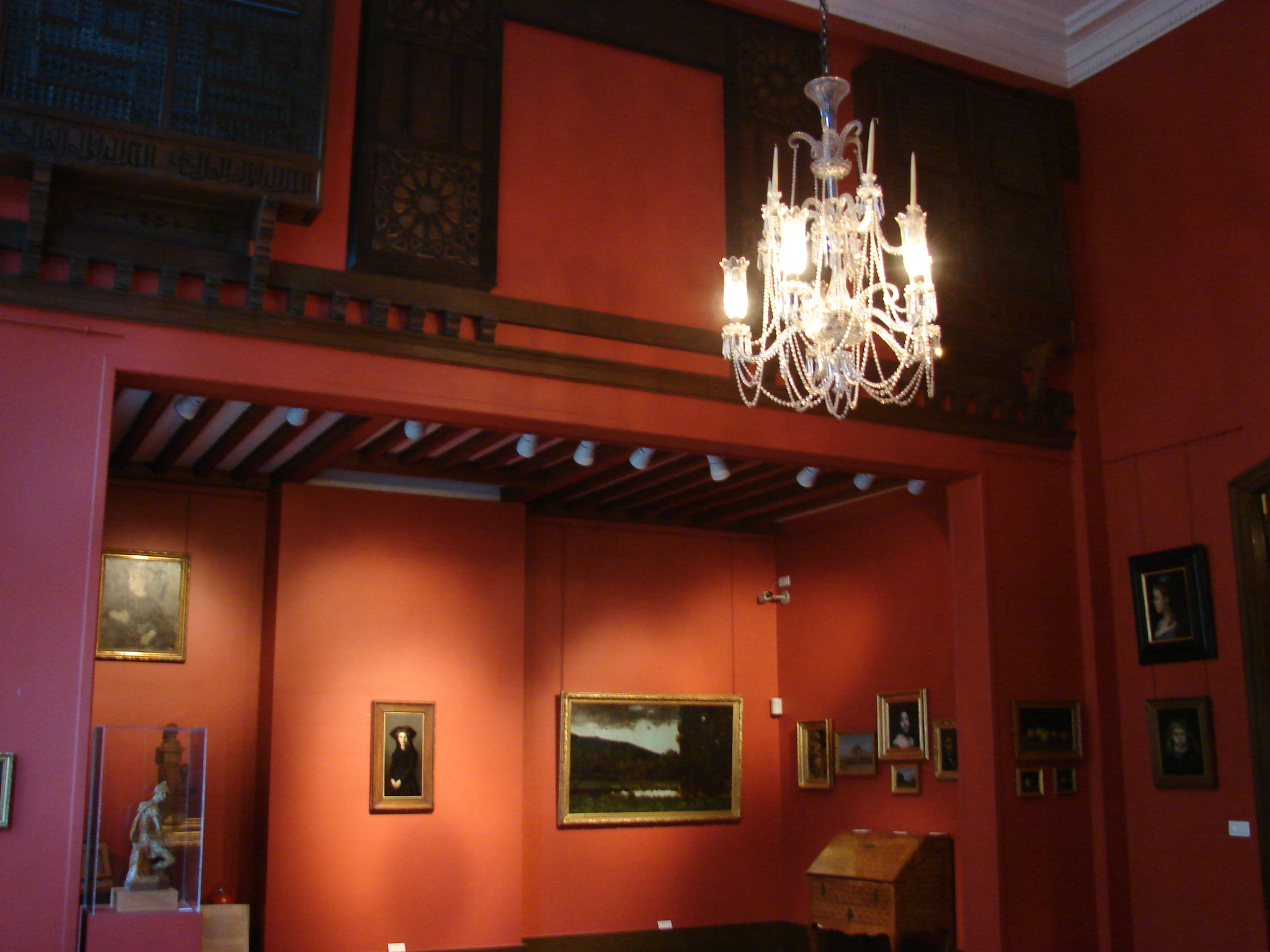
Červený ateliér v prvním patře

## Sbírky
Muzeum představuje především dílo Jeana Jacquese Hennera, které je tematicky rozděleno, ale ve sbírkách má též díla dalších malířů a sochařů (Paul Dubois, Adolphe Monticelli, Félix Trutat, Antoine Vollon, François Joseph Heim, Jean a Many Benner aj.). Vystaveny jsou též malířovy osobní předměty a nábytek. Sbírka grafického umění představuje asi 1300 kreseb, rytin a fotografií, které jsou představovány na dočasných výstavách.